# James Cox (Politiker)
James Cox (* 14. Juni 1753 im  Monmouth County, Province of New Jersey; † 12. September 1810 ebenda) war ein US-amerikanischer Politiker. In den Jahren 1801 und 1810 vertrat er den Bundesstaat New Jersey im US-Repräsentantenhaus.

## Werdegang
James Cox besuchte die öffentlichen Schulen seiner Heimat. Zu Beginn der amerikanischen Revolution schloss er sich dieser Bewegung an. Während des Unabhängigkeitskrieges war er Kommandeur einer Einheit der Miliz von New Jersey. Er nahm an den Schlachten von Germantown und Monmouth teil. Nach dem Krieg blieb er bei der Staatsmiliz und stieg dort bis zum Brigadegeneral auf. Ab etwa 1800 war Cox als Mitglied der von Thomas Jefferson gegründeten Demokratisch-Republikanischen Partei auch politisch aktiv. Zwischen 1801 und 1807 gehörte er der New Jersey General Assembly an, deren Präsident er ab 1804 war.
Bei den Kongresswahlen des Jahres 1808 wurde Cox für den vierten Sitz von New Jersey in das US-Repräsentantenhaus in Washington, D.C. gewählt, wo er am 4. März 1809 die Nachfolge von John Lambert antrat. Dieses Mandat konnte er bis zu seinem Tod am 12. September 1810 ausüben. Danach fiel es nach einer Sonderwahl an John A. Scudder.